# Giovanni Battista Ceschi a Santa Croce
Giovanni Battista Ceschi a Santa Croce, né en 1827 à Trente et mort le 24 janvier 1905 à Rome, est le 74e grand maître de l'ordre souverain de Malte de 1879 à 1905.

## Biographie
En 1871, il est choisi comme le successeur d'Alessandro Borgia comme lieutenant du grand maître de l'Ordre jusqu'à ce que le pape Léon XIII approuve sa nomination en tant que grand maître de l'ordre souverain de Malte le 28 mars 1879, le premier après plus de soixante-dix années de vacances du titre.
Au cours de son règne, il lance la création d'associations nationales de laïcs.